# Miasta Rwandy
Według danych pochodzących z 2012 roku w Rwandzie były 4 miasta o ludności przekraczającej 50 tys. mieszkańców. Stolica kraju Kigali jako jedyne miasto liczyło ponad pół miliona mieszkańców.

## Największe miasta w Rwandzie
Największe miasta w Rwandzie według liczebności mieszkańców (stan na 2012-08-15):
| L.p. | Miasto    | Prowincja  | Liczba ludności |
| ---- | --------- | ---------- | --------------- |
| 1.   | Kigali    | Kigali     | 859 332         |
| 2.   | Gisenyi   | Zachodnia  | 136 830         |
| 3.   | Ruhengeri | Północna   | 59 333          |
| 4.   | Butare    | Południowa | 50 220          |
| 5.   | Muhanga   | Południowa | 49 038          |